# Mackellar-Inseln
Die Mackellar-Inseln sind eine Gruppe aus rund 30 Inseln und Klippenfelsen vor der Georg-V.-Küste im Australischen Antarktis-Territorium. Sie liegen 2,5 km nördlich des Kap Denison im östlichen Teil Commonwealth-Bucht.
Teilnehmer der Australasiatischen Antarktisexpedition (1911–1914) unter der Leitung des australischen Polarforschers Douglas Mawson entdeckten sie. Mawson benannte sie nach Campbell Duncan Mackellar (1859–1925), ein Geldgeber der Forschungsreise, der zuvor bereits an der Finanzierung der Nimrod-Expedition (1907–1909) des britischen Polarforschers Ernest Shackleton beteiligt war.